# Кампхэнгпхет
Исторический город Кампхэнгпхет (тайск. อุทยานประวัติศาสตร์ กำแพงเพชร) — исторический памятник со множеством храмов в северной части Таиланда. Расположен на берегу реки Пинг. Кампхэнгпхет был построен в XV веке как город-спутник столицы Сиама Сукхотая. Территория старого города окружена стеной в форме неправильного шестиугольника, размером примерно 2 километра на 500 метров, окружённого рвом. Внутри стены находятся Национальный музей Кампхэнгпхет, а также храмы Ват-Пхратхат (в центре его чеди позднесухотайского периода) и Ват-Пхра-Кэо, в котором сохранились чеди, виханы, и три частично отреставрированных статуи Будды.
Вне стены расположены руины поселения Аранюик, в XIV—XVI веках использовавшиеся медитационного ордена, известного как «Секта обитателей леса». Здесь частично сохранились храмы Ват-Пхранон, Ват-Пхра-Си-Ириябот, Ват-Чангроп и другие. На противоположном берегу реки расположен Ват-Пхра-Бороматхат с белой чеди XIX века, построенной в бирманском стиле. Чеди была перекрашена и сейчас имеет золотой цвет.